# ピエール・ラトゥール
ピエール・ラトゥール（Pierre Latour、1993年10月12日 - ）は、フランス、ドローム県ロマン＝シュル＝イゼール出身の自転車競技（ロードレース）選手。

## 経歴
2015年、AG2R・ラ・モンディアルにてプロキャリアスタート。
2016年、ツール・ド・スイス第5ステージでメイン集団のスプリントを制して3位に入り、リーダージャージを獲得したが、後日、気管支炎によりDNFとなった。
ブエルタ・ア・エスパーニャ第20ステージにて逃げに乗り、級山岳アイタナ峠を制して見事自身初のワールドツアー、及びグランツールでの勝利を飾った。
2017年はフランス選手権の個人TTで優勝。初出場したツール・ド・フランスでは総合29位でフィニッシュ。
2018年、ツール・ド・フランスにて新人賞を獲得。
2021年、トタル・ディレクト・エネルジーに移籍。

## エピソード
自身の両脚に「ブリジット」と「ベルナデット」と名前を付ける、他人に間違えられてもそのままなりきって会話をするなどプロトン随一の「変人」として知られる。

## 主な戦績

### 2011年
- Rothaus Regio-Tour International 区間優勝(第1ステージ)

### 2013年
- ロンド・ド・リザール　ヤングライダー賞
- Jeux de la Francophonie　優勝
- ツール・デュ・ジェヴォダン・ラングドク＝ルシヨン　ヤングライダー賞

### 2014年
- ツール・デュ・ジュラ　3位
- ピッコロ・ジロ・ディ・ロンバルディア　3位

### 2015年
- ルート・デュ・スュド　総合3位、ヤングライダー賞
- ツール・ド・レン　総合3位、ヤングライダー賞、区間優勝(第4ステージ)

### 2016年
- エトワール・ド・ベセージュ　ヤングライダー賞
- クリテリウム・アンテルナシオナル　総合2位、ヤングライダー賞
- ツール・ド・ロマンディ　ヤングライダー賞
- ツール・ド・レン　総合3位
- ブエルタ・ア・エスパーニャ　区間優勝（第20ステージ）

### 2017年
- フランス選手権　優勝（個人タイムトライアル）

### 2018年
- ボルタ・シクリスタ・ア・カタルーニャ　 新人賞、総合3位
- クリテリウム・デュ・ドーフィネ　 新人賞
- フランス選手権　優勝（個人タイムトライアル）
- ツール・ド・フランス　 新人賞

### 2021年
- ブエルタ・アストゥリアス・フリオ・アルバレス・メンド 区間優勝（第3ステージ）